# إضراب النساء في إسبانيا 2018
في 8 مارس عام 2018 الموافق لليوم العالمي للمرأة خرجت النساء في إسبانيا في إضرابات عامة تنديدا بالتمييز الجنسي والعنف المنزلي الفجوة أو الهوة في الأجور بين الجنسين. قامت المشاركات في المظاهرات بقيادة منظمات ونقابات بإضراب شامل حيث رفضن الذهاب لوظائفهن المدفوعة الأجر وخاصة في مجال التعليم كما رفضن القيام بأي أعمال منزلية أو تربية أطفال وذلك ليوم كامل. قدرت النقابات المنظمة للإضراب العام أن حوالي 5 ملايين من النساء شاركوا في الإضراب، حيث أن المظاهرات كانت «ضخمة» وجرت في أكثر المدن المكتظة بالسكان في البلاد.